# Fast Future Generation
Fast Future Generation to płyta DVD zawierająca zapis podróży poppunkowego zespołu Good Charlotte po Japonii.

## Rozdziały
1. Introduction
2. What Is The Concert
3. Crowds In Japan
4. First Show
5. That Show Sucked
6. Fashion Talk
7. Benji DJ
8. Trying To Make That Record
9. Problems With Celebrities
10. 2nd Show
11. Billy The Artist
12. Caffeine
13. Justin Davis
14. Paul The Producer
15. Live 8
16. Bullet Train
17. Found My Inspiration
18. Last Show
19. End Credits